# Пилекшево
Пилекшево — село в Перевозском районе Нижегородской области. Входит в состав Ичалковского сельсовета.
Село располагается на правом берегу реки Пьяны.